# فرودگاه سالم
فرودگاه سالم (به انگلیسی: Salem Airpark) یک فرودگاه همگانی بهره‌برداری هوایی است که یک باند فرود آسفالت دارد و طول باند آن ۱۰۳۸ متر است. این فرودگاه در شهر سالم، اهایو کشور ایالات متحده آمریکا قرار دارد و در ارتفاع ۳۵۴ متری از سطح دریا واقع شده است.